# Terekta-Kamm
Der Terekta-Kamm (russisch Теректинский хребет) ist ein Gebirgszug im Süden der russischen Republik Altai im Zentralteil des Altaigebirges.
Der Terekta-Kamm erstreckt sich über eine Länge von etwa 120 km in WNW-OSO-Richtung zwischen den Fluss-Tälern von Katun im Süden und Osten sowie Ursul im Norden. An der Südflanke befindet sich die Uimon-Steppe sowie jenseits des Katun der wesentlich höhere Katun-Kamm. Der Terekta-Kamm erreicht eine maximale Höhe von 2926 m. Das Gebirge besteht hauptsächlich aus kristallinen Schiefern und Effusivgesteinen. Auf den bewaldeten Nordhängen wachsen Zirbelkiefern, Lärchen und Fichten. Im Südteil des Gebirges dominieren Lärchen. Oberhalb einer Höhe von 2000 m
wachsen Zwergbirkensträucher. Der Gipfelbereich ist von alpiner Flora und Bergtundra bedeckt.